# Peter Anton von Verschaffelt
Peter Anton von Verschaffelt, född 8 maj 1710 i Gent i Belgien, död 5 juli 1793 i Mannheim i Tyskland, var en flamländsk skulptör och arkitekt. 
Peter Anton von Verschaffelt fick 1748 i uppdrag att ersätta den marmorstaty av Raffaello da Montelupo som fanns på borgen Castel Sant'Angelo (Änglaborgen) i Rom och som var allvarligt skadad. 
Motivet kan härledas till 590-talet, när pesten härjade i Rom och påven Gregorius den store fick syn på ärkeängeln Mikael. Castel Sant'Angelo fick därigenom sitt namn. Statyn föreställer ärkeängeln Mikael när denne stoppar tillbaka sitt svärd i skidan som ett tecken på att pesten var över.

## Bildgalleri

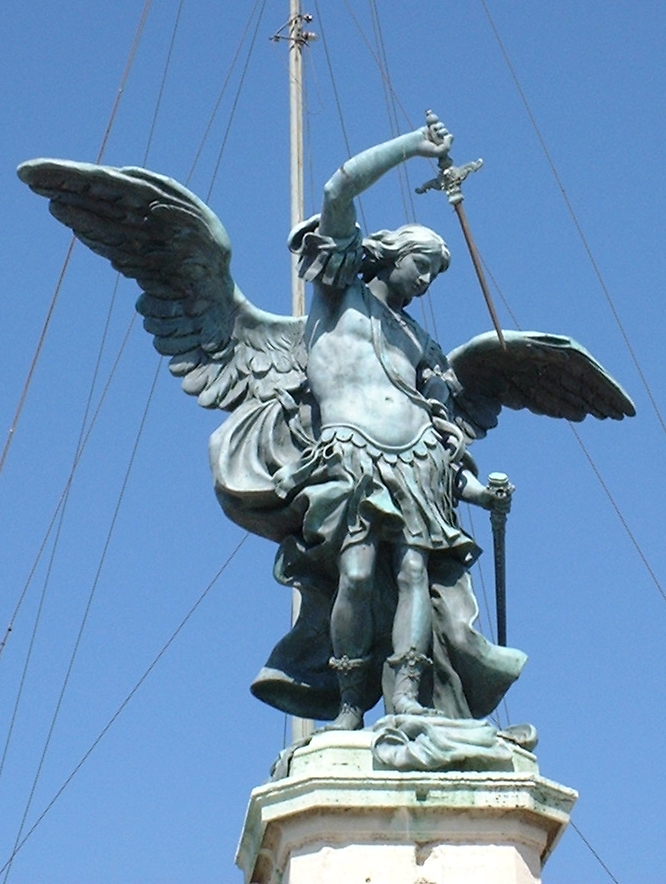
Bronsstatyn över ärkeängeln Gabriel stående på taket till Castel Sant'Angelo i Rom,
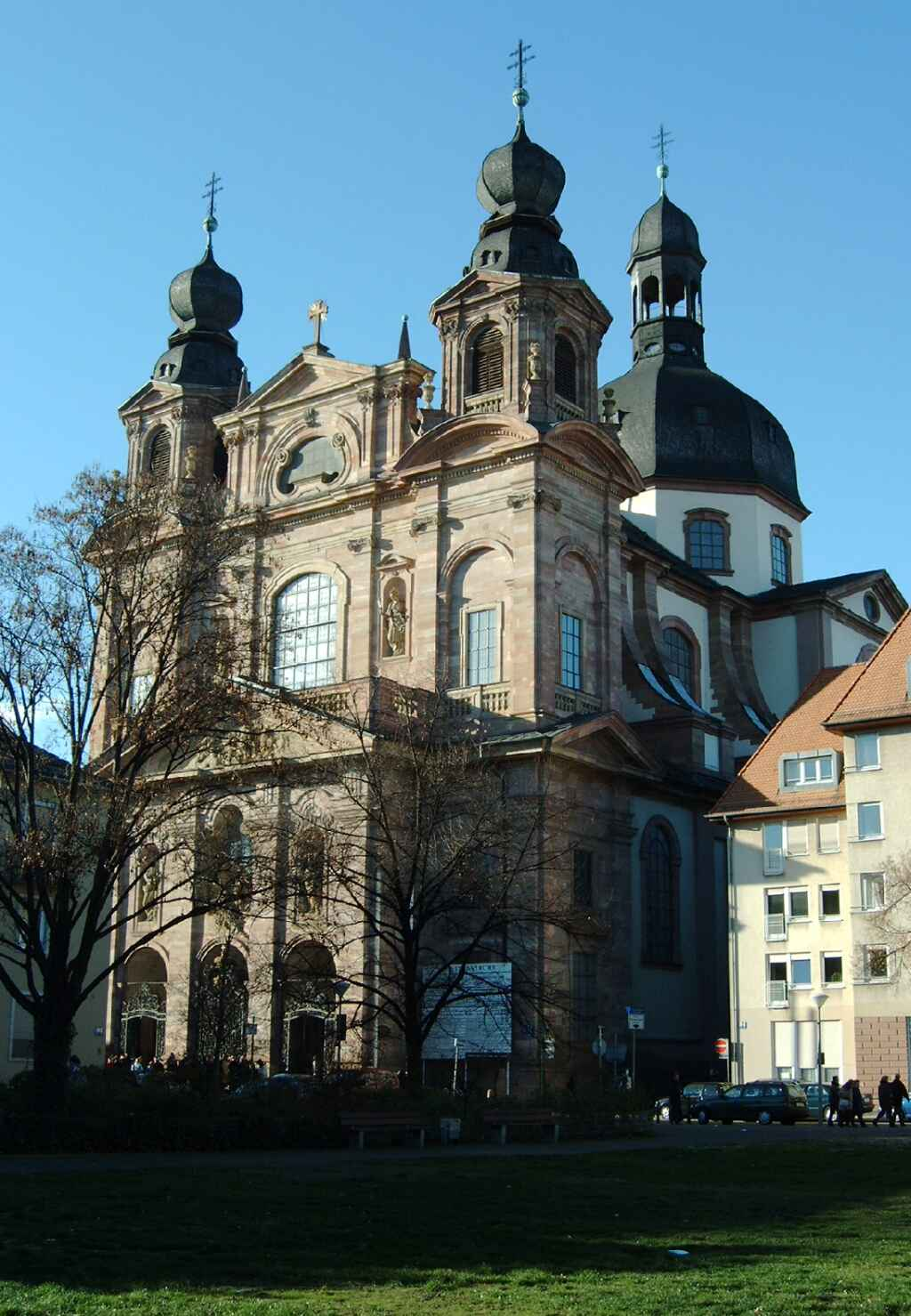
Jesuitkyrkan i Mannheim
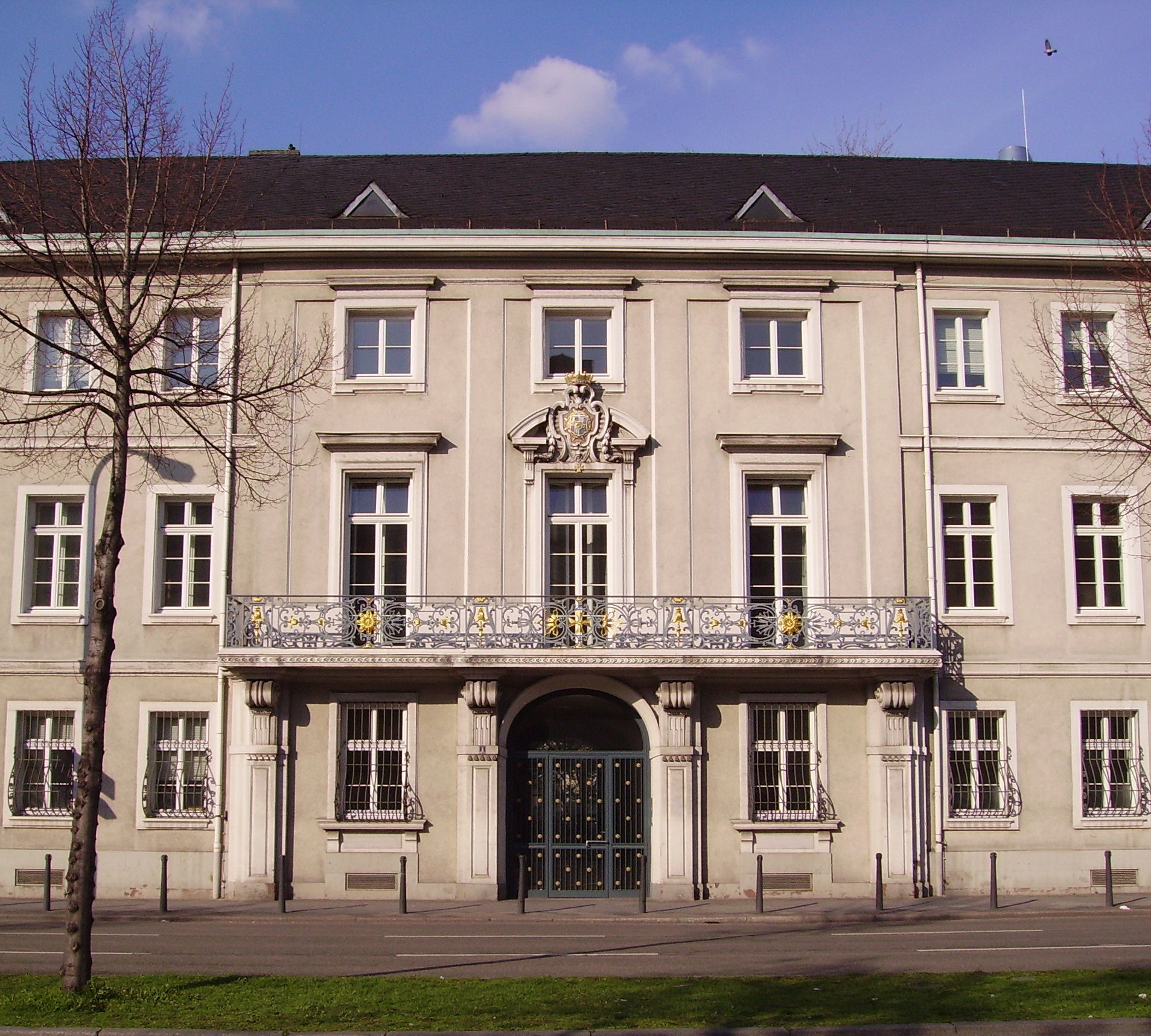
Bretzenheimpalatset i Mannheim
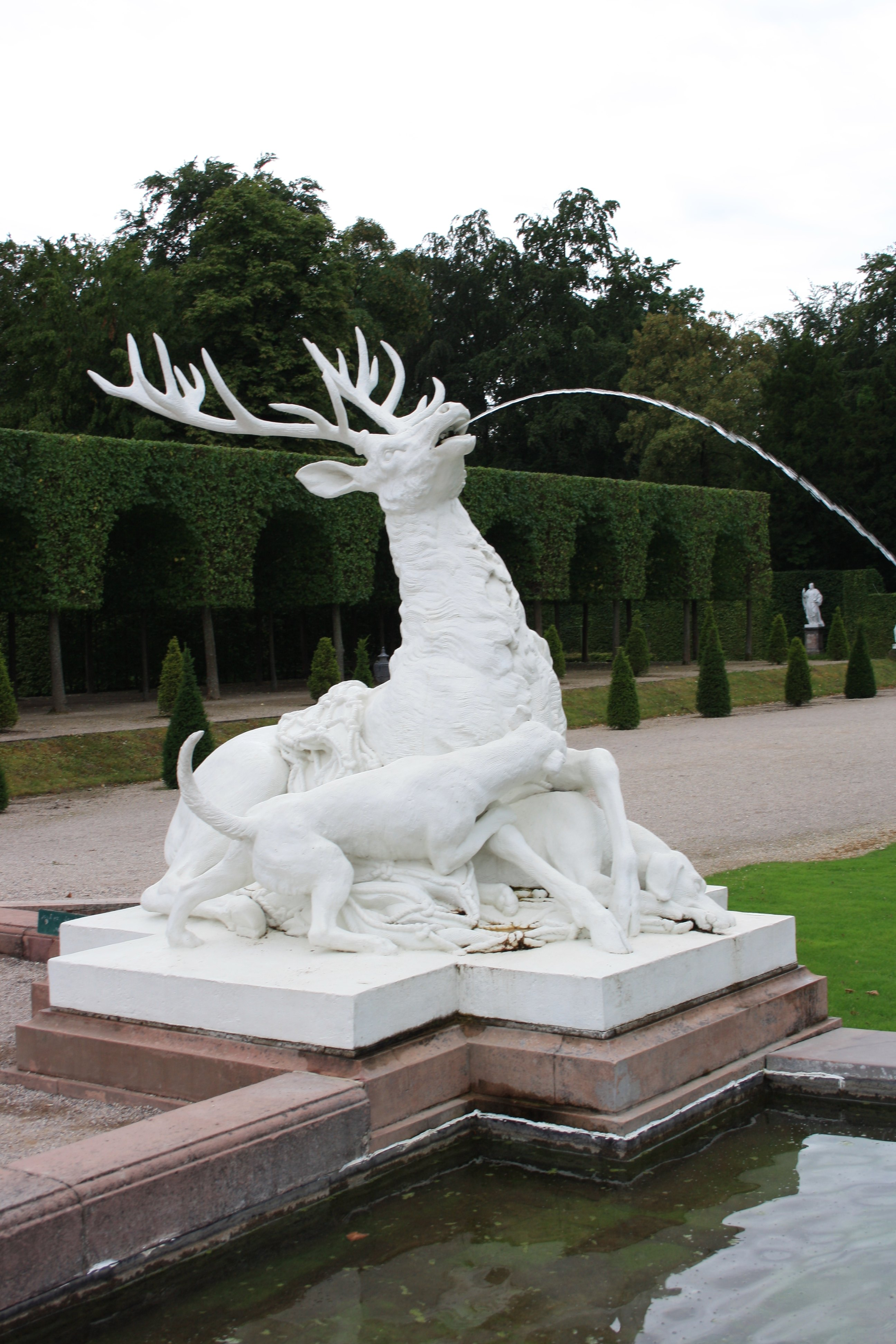
Hjort i Schwetzingerslottsparken
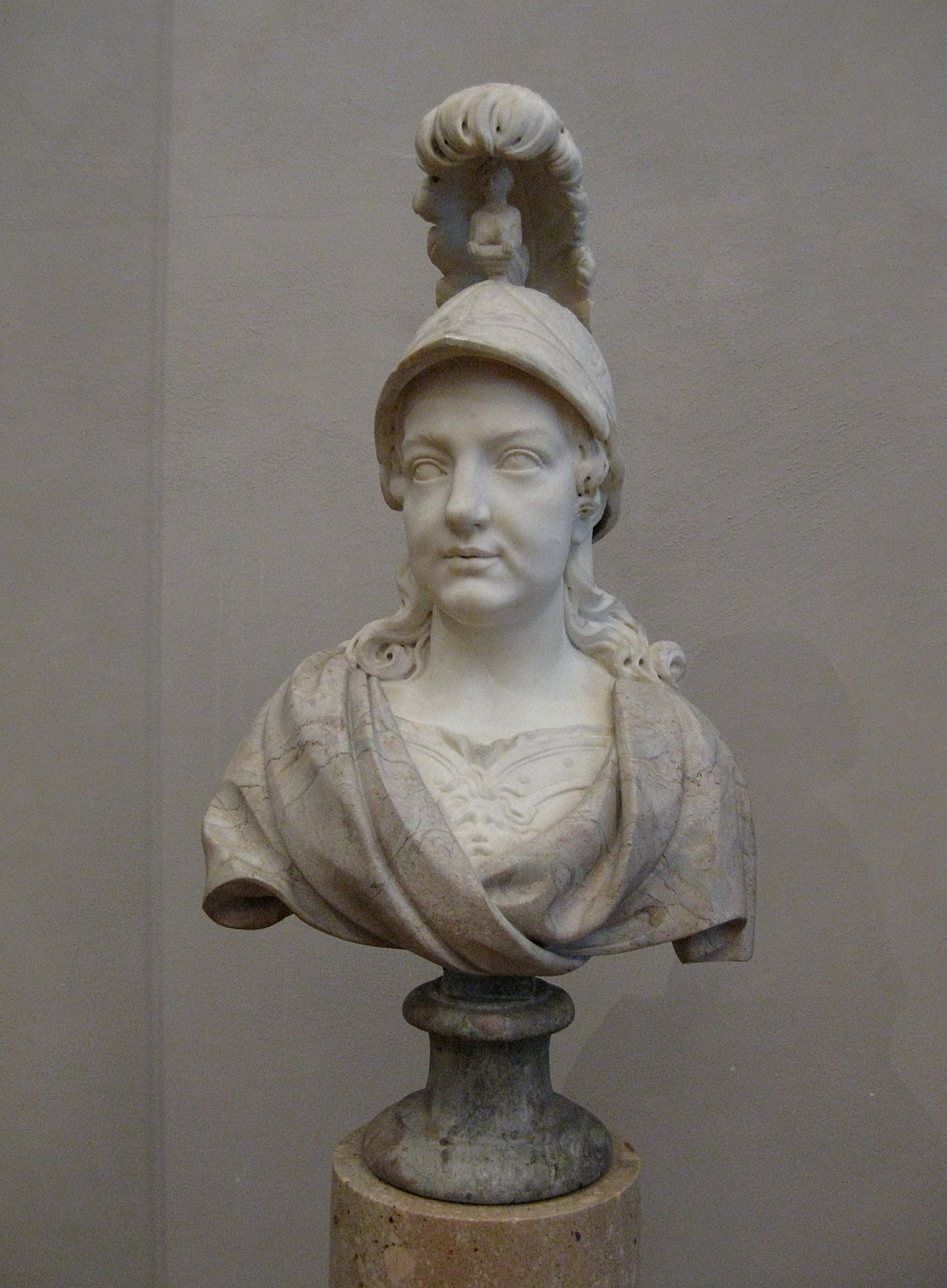
Kurfurstinnan Elisabeth Augusta von der Pfalz som Minerva, marmor, omkring 1760/65